# Puchaczów (Łęczna)
Pour les articles homonymes, voir Puchaczów.
Puchaczów (prononciation : [puˈxat͡ʂuf]) est un village polonais de la gmina de Puchaczów dans le powiat de Łęczna de la voïvodie de Lublin dans l'est de la Pologne.
Le village est le siège administratif (chef-lieu) de la gmina appelée gmina de Puchaczów.
Il se situe à environ 6 kilomètres à l'est de Łęczna (siège du powiat) et 29 kilomètres à l'est de Lublin (capitale de la voïvodie).

## Histoire
De 1975 à 1998, le village est attaché administrativement à l'ancienne Voïvodie de Lublin.

Depuis 1999, il fait partie de la nouvelle voïvodie de Lublin.